# 최응룡
최응룡(崔應龍):    ?  ~1592년 宣祖25 7월10일. 조선중기(朝鮮中期)의 문신(文臣)이자 의병장(義兵將)이다. 영성부원군(寧城府院君) 영의정(領議政) 문충공(文忠公) 최항(崔恒)의 현손(玄孫)이며, 증 형조참의(贈 刑曹參議) 최경립(崔卿立)의 아들이다. 자(字)는 사서(士瑞). 호(號)는 송암(松巖). 시호(諡號)는 충절(忠節), 본관(本貫)은 삭녕(朔寧)이다,

## 최응룡(崔應龍)
(  ?  ~1592년 宣祖25 7월10일)조선중기(朝鮮中期)의 문신(文臣)이자 의병장(義兵將)이다. 자(字)는 사서(士瑞). 호(號)는 송암(松巖). 본관(本貫)은 삭녕(朔寧)이다. 영성부원군(寧城府院君) 영의정(領儀政) 문충공(文忠公) 최항(崔恒)의 현손(玄孫)이며, 증 형조참의(贈 刑曹參議) 최경립(崔卿立)의 아들이다.
일찍이 음사(蔭仕)로 여러 관직(官職)을 역임(歷任)하고, 문과(文科)에 등제(登第)하여 별감(別監) 등을 거쳐 통정대부(通政大夫)에 올랐다. 이후 통정대부행주부(通政大夫行主簿)로 세상(世上)이 어지러워지자 관직(官職)에서 물러나 고향(故鄕)으로 낙향(落鄕)하였다.
1592년(선조 25) 임진왜란(壬辰倭亂)이 일어나자 남평(南平)에서 아들 참봉(參奉) 최영수(崔永水)와 함께 가동(家僮) 사노(私奴) 최동(崔同)등을 이끌고 의병(義兵)을 모집(募集)하였다. 남평(南平)에 사는 주부(主簿) 홍민언(洪民彦)은 군량(軍糧) 10석(析)을 보내왔고, 남원출신(南原出身) 종질(從姪) 모량유사(募糧有司) 미능재(未能齋) 최상중(崔尙重)과, 양사형(楊士衡) 등은, 군량(軍糧)을 지원(支援) 운량(運糧)을 당당하고, 사인(士人) 최후립(崔厚立)ㆍ최홍립(崔弘立), 그리고 장정(壯丁)들이 자원(自願)하여 찾아와 300여명의 남평의병(南平義兵)을 창의(倡義) 하였다. 그는 남평의병들의 추대(推戴)로 수장(首將)이 되어 의병장(義兵將)이 되었다. 6월 3일에 월파(月波) 류팽로(柳彭老)가 이끄는 옥과의병(玉果義兵)과 합류(合流)하여 전라좌의병(全羅左義兵)의 의병진(義兵陣)이 이루워졌다. 여산을 거쳐 금산(錦山)으로 향(向)하던 중 고경명(高敬命) 의병(義兵) 본진(本陣)과 연합합류(聯合合流)하였다, 고경명(高敬命)과 최응룡(崔應龍)은 다순군모(多詢軍謨 : 많은 군사작전 계획을 논의하며 계책을 의논하고 물었다), 의견을 제시하며 논의 한 후, 금산전투(錦山戰鬪)에서 역전분투(力戰奮鬪) 하였으나 중과부적(衆寡不敵)으로 패(敗)하여, 아들 최영수(崔永水)와 함께 전사(戰死)하였다. 1605년 조정(朝廷)에서 선무원종공신(宣武原從功臣)에 녹훈(錄勳)되었다. 금산(錦山) 종용사(從容祠), 보령(保寧) 호국사(護國寺)에 배향(配享) 되었다.

## 생애(生涯)
(  ?  ~1592년 宣祖25 7월10일)조선중기(朝鮮中期)의 문신(文臣)이자 의병장(義兵將)이다. 자(字)는 사서(士瑞). 호(號)는 송암(松巖). 본관(本貫)은 삭녕(朔寧)이며. 영성부원군(寧城府院君) 영의정(領議政) 문충공(文忠公) 최항(崔恒)의 현손(玄孫)으로, 증 형조참의(贈 刑曹參議) 최경립(崔卿立)의 아들이다.
일찍이 음사(蔭仕)로 여러 관직(官職)을 역임(歷任)하고, 문과(文科)에 등제(登第)하여 별감(別監) 등을 거쳐 통정대부(通政大夫)에 올랐다. 이후 통정대부행주부(通政大夫行主簿)로 세상(世上)이 어지러워지자 더 이상 관직에 미련(未練)을 두지 않고 관직(官職)에서 물러나 고향(故鄕)으로 낙향(落鄕)하였다.
1592년(선조 25) 임진왜란(壬辰倭亂)이 일어나자 남평(南平)에서 아들 참봉(參奉) 최영수(崔永水)와 함께 가동(家僮)을 이끌고 의병(義兵)을 모집(募集)하였다. 남평(南平)에 사는 주부(主簿) 홍민언(洪民彦)은 군량(軍糧) 10석(析)을 보내왔고, 남원출신(南原出身) 종질(從姪) 모량유사(募糧有司) 미능재(未能齋) 최상중(崔尙重)과, 양사형(楊士衡) 등은, 군량(軍糧)을 지원(支援) 운량(運糧)해 왔다. 사인(士人) 최후립(崔厚立)ㆍ최홍립(崔弘立), 그리고 장정(壯丁)들이 자원(自願)하여 찾아와 300여명의 남평의병(南平義兵)을 창의(倡義) 하였다. 그는 남평의병들의 추대로 수장(首將)으로 의병장(義兵將)이 되어 6월 3일에 월파(月波) 류팽로(柳彭老)가 이끄는 옥과의병(玉果義兵)과 합류(合流)하여 전라좌의병(全羅左義兵)의 의병진(義兵陣)이 이루워졌다. 즉시 북진하여 금산(錦山)으로 향(向)하던 중 고경명(高敬命) 의병과 연합합류(聯合合流)하였다. 진산과 여산을 지나 금산(錦山)에 도착하여 7월 9일 의병이 왜적과 싸워 수백명을 무찌르고 다음날인 7월 10일에 왜적이 관군을 급습(急襲)하여 관군은 싸워보지도 못하고 후퇴(後退)하자 의병의 진중(陣中)이 술렁이고 사기(士氣)가 급격(急擊)히 저하(低下)되자 이에 그는 아들 최영수(崔永水)에게 선봉(先鋒)에 나아가 왜적(倭敵)을 대적(對敵)하게 하여 왜적 수십명을 참살(斬殺)하니 의병들은 사기가 오르고 죽기를 각오(覺悟)하고 싸워 수백여명의 왜적을 무찔렀으나 중과부적(衆寡不敵)으로 의병의 진(陣)이 무너지게 되자 그는 퇴각(退却)하지 않고 검(劒)을 빼들고 호령(號令)하며 수 많은 왜적(倭敵)을 참살(斬殺) 하다 온 몸에 상처(傷處)를 입고 아들 최영수(崔永水)와 함께 역전분투(力戰奮鬪)하였으나 마침내 부자(父子)가 함께 전사(戰死)하였다. 의병의 사상자(死傷者)가 많았던 것은 부자(父子)가 퇴각(退却)하지 않고 용감(勇敢)히 싸운 모습(模襲)에 의병들이 사기(士氣)를 일치 않고 끝까지 왜적(倭敵)과 싸웠기 때문이라고 전(傳)한다.
1605년(선조 38) 조정에서 부자(父子)가 함께 선무원종공신(宣武原從功臣)에 녹훈(錄勳)되었다. 당시의 세인(世人)들은 최응룡(崔應龍)과 최영수(崔永水) 부자(父子)의 숭고(崇高)한 순국(殉國)에 애도(哀悼)의 뜻을 표하고 위국충절(爲國忠節)의 공(功)을 세운 충절공(忠節公)과 무열공(武烈公) 부자(父子)라 하였다.
최응룡(崔應龍)은 정헌대부(正憲大夫) 이조판서(吏曹判書)에 아들 최영수(崔永水)는 통정대부(通政大夫) 승정원(承政院) 도승지(都承旨)에 증직(贈職) 되었다. 선무원종공신녹권 두권이 전(傳) 한다. 금산(錦山) 종용사(從容祠), 보령(保寧) 호국사(護國寺)에 배향(配享) 되었다.

## 사후(死後)
- 증 정헌대부(贈 正憲大夫) 이조판서(吏曹判書)

- 시호(諡號) 충절(忠節)

## 임진왜란(壬辰倭亂)

### 오란충의록(五亂忠義錄)과 호남절의록(湖南節義錄)
- 고경명(高敬命) 동순제공사실(同殉諸公事實)

- 崔應龍

字士瑞朔寧人寧城府院君恒玄孫通德郞卿立子登文科壬辰以主簿從招討使高公與子參奉永水率家僮赴錦山高公奇之多詢軍謨及敗公奮劒大呼斬殺極多身被亂槍而死子永水被擄張目憤罵死於賊鋒父子倂錄宣武原從勳  - 南平

☆. 해설(解說)
최응룡(崔應龍)
성(姓)은 최씨(崔氏)요, 휘(諱)는 응룡(應龍)으로 자(字)는 사서(士瑞)이며, 본관(本貫)은 삭녕인(朔寧人)이다. 영성부원군(寧城府院君) 항(恒)의 현손(玄孫)으로, 통덕랑 (通德郞 : 정5품의 문반 품계) 최경립(崔卿立)의 아들이다. 문과(文科)에 등제(登第 : 급제)하고, 임진왜란(壬辰倭亂) 때 주부(主簿 : 종6품의 문반 중앙관직)로서 초토사(招討使) 고경명(高敬命)과 함께 아들 참봉(參奉 : 종9품의 관직) 최영수(崔永水)와 더불어 가솔(家率 : 집안의 하인)등과 남평의병(南平義兵)을 이끌고 금산(錦山)에 이르렀다. 고공(高公)은 公(공)의 타고난 기질(氣質)이 뛰어나 군(軍)의 작전(作戰)에 관한 많은 자문(諮問)을 구하고 모의(謀議) 하였다, 의병(義兵)의 사기(士氣)가 저하(低下)되어 패(敗)함에 이르자 공(公)은 분격(奮擊)하여 검(劒)을 빼들고 큰소리로 호령(號令)하며 많은 왜적(倭賊)들을 참살(斬殺)하였으나 적의 창(槍)에 화(禍)를 당하여 순절(殉節)하였다. 아들 최영수(崔永水)는 왜적(倭賊)에게 눈을 부릅뜨고 성을 내며 꾸짖다가 적(賊)의 칼끝에 전사(戰死)하였다. 부자(父子)가 함께 선무원종공신(宣武原從功臣)에 녹훈(錄勳)되었다. 공(公)은 남평출신(南平出身)이다.

### 남평읍지(南平邑誌)
崔應龍 朔寧人寧城府院君恒玄孫登第以主簿從招討使高敬命與子參奉永水率家僮赴錦山多規畫斬首極多身被亂槍而死其子永水亦被虜死於敵鋒父子並錄原從勳
- 南平邑誌卷之四 宣祖朝 忠節編

### 최응룡(崔應龍)의 묘지비문(墓誌碑文)
通政大夫行主簿朔寧崔公之墓
配宜人慶州李氏祔左
公諱應龍字士瑞寧城府院君恒玄孫將仕郞處仁曾孫進士溫孫通德郞卿立子嘉靖丙寅登文科壬辰以主簿從招討使高公與子參奉永水率家僮赴錦山高公奇之多詢軍謨及敗公奮釰大呼斬殺極多身被亂槍而死子永水被擄張目憤罵死於賊鋒父子倂錄宣武原從勳與壬辰忠義錄孫富
乙亥二月初二日

### 류팽로저(柳彭老 著) 월파집(月波集)
六月 初三日 辛卯
自義兵陣中傳檄分任則李琴軒大胤崔未能尙重在鄕運糧楊直長士衡朴進士天挺赴陣運糧南平洪主簿民彦送兵糧十石崔主簿應龍與其子參奉永水及士人崔厚立弘立兄弟率丁幾許而來

## 가족관계(家族關係)
- 高祖父 : 영성부원군(寧城府院君) 영의정(領議政)  문충공(文忠公) - 최항(崔恒)
- 高祖母 : 정경부인(貞敬夫人) 달성서씨(達城徐氏) 부(父) 달천부원군(達川府院君) 서미성(徐彌性) 女, 外祖 文忠公 陽村 권근(權近)
- 曾祖父 : 증 좌찬성(贈 左贊成 - 최영호(崔永灝)  자(字) 처인(處仁)
- 曾祖母 : 증 정경부인(贈 貞敬夫人) - 경주정씨(慶州鄭氏) 부(父) 계림군(鷄林君) 정효상(鄭孝常) 女
- 祖  父 : 이조판서(吏曹判書) - 최수언(崔秀彦) 자(字) 온(溫), - 판서공파 파조(判書公派 派祖)
- 祖  母 : 정부인(貞夫人) 청송심씨(靑松沈氏) 부(父) 심빈((沈賓) 女, (生 1女, 서(婿) 허정(許淨) 陽川人)
- 祖  母 : 정부인(貞夫人) - 안동권씨(安東權氏) 生 1男 : 최경립(崔卿立)
- 父 : 증 통정대부 형조참의(贈 通政大夫 刑曹參議) - 최경립(崔卿立)
- 母 : 증 숙부인(贈 淑夫人) - 김해김씨(金海金氏)
- 配 : 증 정부인(贈 貞夫人) 경주이씨(慶州李氏)
  - 子 : 승정원 증 도승지(承政院 贈 都承旨) 선무원종공신(宣武原從功臣) 무열공(武烈公) - 최영수(崔永水)
  - 配 : 증 숙부인(贈 淑夫人) - 청송심씨(靑松沈氏) 부(父) 심철(沈哲) 女
    - 孫 : 동지중추부사(同知中樞府事) - 최부(崔富)
    - 配 : 정부인(貞夫人) - 덕수이씨(德水李氏)
      - 曾孫 : 동지중추부사(同知中樞府事) - 최원(崔愿)
      - 配 : 정부인(貞夫人) 현풍곽씨(玄風郭氏)
        - 玄孫 : 동지중추부사(同知中樞府事) - 최홍길(崔弘吉)
        - 配 : 정부인(貞夫人) - 여흥민씨(驪興閔氏)

      - 曾孫 : 동지중추부사(同知中樞府事) - 최점(崔點)
      - 配 : 정부인(貞夫人) - 파평윤씨(坡平尹氏)
        - 玄孫 : 진사(進士) - 최홍도(崔弘道)
        - 配 : 광산이씨(光山李氏)
        - 玄孫 : 최홍진(崔弘進)
        - 配 :
        - 玄孫 : 최홍립(崔弘立)
        - 配 : 남원양씨(南原楊氏)

      - 曾孫 : 최묵(崔黙)
      - 配 : 한남방씨(漢南房氏)
        - 玄孫 : 최홍기(崔弘器)
        - 配 : 전주유씨(全州柳氏)

      - 曾孫 : 최검(崔黔)
      - 配 : 서흥김씨(瑞興金氏)
        - 玄孫 : 최홍주(崔弘周)
        - 配 : 옥천조씨(玉川趙氏)

## 배향(配享)
- 금산(錦山) 종용사(從容祠)
- 보령(保寧) 호국사(護國祠)

## 수상경력 상훈(受賞經歷 賞勳)
- 광국원종공신(光國原從功臣) 3등(1591년 선조 24)
- 선무원종공신(宣武原從功臣) 3등(1605년 선조 38)

## 소장문헌(所藏文獻)
- 선무원종공신녹권((宣武原從功臣錄券) 최응룡(崔應龍) 1권(券)
- 선무원종공신녹권((宣武原從功臣錄券) 최영수(崔永水) 1권(券)

- 호남절의록(湖南節義錄) 5권(五券)
- 오란충의록(五亂忠義錄) 5권(五券)

- 계하사목(啓下事目) 1권(卷)

- 경술5월 일고증(庚戌五月 日考證) 1첩(帖)

- 갑자사목(甲子事目) 1첩(帖)

- 갑자호구장(甲子戶口帳) 1첩(帖)

## 참고 문헌(參考文獻)
- 선무원종공신녹권(宣武原從功臣錄券)

- 호남절의록(湖南節義錄)

- 오란충의록(五亂忠義錄)

- 전남도지(全南道誌)

- 고경명저 유서석록(高敬命著 遊瑞石錄)

- 류팽로 월파집(柳彭老 月波集) 등